# 1821 na música

## Nascimentos
- 12 de junho – Nikolai Zaremba, teórico musical, professor e compositor russo. (m. 1879)
- 27 de junho – August Conradi, compositor, organista e mestre de capela alemão. (m. 1873)
- 18 de julho – Pauline Viardot-García, meio-soprano e compositora franco-espanhola. (m. 1910)
- 20 de outubro – Emilio Arrieta, compositor espanhol. (m. 1894)
- 22 de dezembro – Giovanni Bottesini, compositor e maestro italiano. (m. 1889)

## Mortes
- 8 de março – Harriett Abrams, soprano e compositora inglesa. (n. 1758)
- 10 de agosto – Salvatore Viganò, compositor e coreógrafo italiano. (n. 1769)